# 서진이네
《서진이네》는 대한민국의 tvN에서 방영 중인 리얼리티 예능 프로그램이다.

## 기획 의도 및 줄거리

### 시즌 1
과거 식당 직원에서 사장으로 승진한 이서진이 멕시코에서 작은 분식점을 차리고 가게를 운영하는 과정을 담은 프로그램으로 윤식당 시리즈의 스핀오프 버전이다.

### 시즌 2
찬바람 부는 북유럽에서 맛보는 '뜨~끈한 뚝배기 한 그릇'
아이슬란드에 오픈한 '서진이네 2호점'
곰탕에 진심인 사장님과 직원들의 복작복작 한식당 운영기

## 방송 일정
| 방송 채널 | 방송 기간                        | 방송 시간                           | 비고   | 방송 횟수 |
| --------- | -------------------------------- | ----------------------------------- | ------ | --------- |
| tvN       | 2023년 2월 24일 ~ 2023년 5월 5일 | 매주 금요일 밤 8시 50분 ~ 10시 30분 | 시즌 1 | 11부작    |
| tvN       | 2024년 6월 28일 ~ 2024년 9월 6일 | 매주 금요일 밤 8시 40분 ~ 10시 40분 | 시즌 2 | 11부작    |

## 출연진

### 시즌 1
- 이서진 - 서진이네 사장
- 정유미 - 서진이네 이사
- 박서준 - 서진이네 부장
- 최우식 - 서진이네 인턴
- 김태형 (뷔) - 서진이네 인턴

### 시즌 2
- 이서진 - 서진이네 사장
- 정유미 - 서진이네 전무
- 박서준 - 서진이네 상무
- 최우식 - 서진이네 대리
- 고민시 - 서진이네 인턴

## 촬영지

### 시즌 1
2022년 12월 5일부터 2022년 12월 14일까지 멕시코 킨타나로오 바칼라르에서 촬영되었다.

### 시즌 2
2024년 3월 18일부터 2024년 3월 31일까지 아이슬란드에서 촬영되었다.

## 수상 목록
- 2024년 제3회 청룡 시리즈 어워즈 티르티르 인기스타상 (최우식)

## 같이 보기
- 윤식당
- 윤스테이
- 출장 소통의 신 - 서진이네편